# Dinamski testovi u pulmologiji
Dinamički testovi u pulmologiji poznati i kao testovi plućne funkcije su pomoćne metode za otkrivanje poremećene funkcije pluća. Njihova upotreba je osnov za procenjivanje stanja bolesnika sa respiratornim tegobama.
Ovi testovi nude niz prednosti koje su ključne za procenu respiratornog zdravlja i dijagnostikovanje različitih stanja pluća. Oni pružaju dragocen uvid u to koliko efikasno funkcionišu pluća pojedinca, omogućavajući zdravstvenim radnicima da procene kapacitet pluća, brzinu protoka vazduha i celokupnu mehaniku disanja. Štaviše, dinamički testovi plućne funkcije koji su instrumentalni u razlikovanju opstruktivnih i restriktivnih bolesti pluća, pomažu pulmologu u postavqawu precizne dijagnoze i prilagođavanju planova lečenja. Njihova kvantitativna priroda obezbeđuje objektivna merenja, olakšavajući praćenje efikasnosti lečenja tokom vremena.  
Tumačenje dinami;nih testova plućnih funkcija zahteva poznavanje respiratorne fiziologije i pravilno razmatramo njihove kliničke implikacije.  

## Vrste testova
Kako se testovi znatno razlikuju u stepenu pouzdanosti i složenosti, oni se mogu svrstati u dve velike grupe:
- Testovi za utvrđivanje ventilacione funkcije pluća i grudnog koša
- Tetsovi za procenjivanje razmene gasova

Ventilaciona funkcija se procenjuje određivanjem statičkih volumena pluća, koji su uglavnom odraz elastičnog otpora ili rastegljivosti pluća i grudnog koša, i dinamčkih volumena i kapaciteta pluća uslovljenih neelastičnim otporom.
Najjednostavnije sticanje uvida u dinamička svojstva pluća omogućava:  
- merenje dinamskih plućnih volumena,

- merenje inspirijumskog i ekspirijumskog forsiranog vitalnog kapaciteta (FVC) i njihovih delova,
- merenje maksimalne brzine protoka vazduha pri forsiranom ekspirijumu,
- merenje brzina protoka pri različitim volumenima izračunatim iz protok-volumen krive.

Za razliku od merenja standardnog, sporog vitalnog kapaciteta (VC), ovim merenjima od ispitanika se zahteva da uz maksimalno naprezanje disajnih mišića obavi manevar merenja što brže (forsirano). Forsiranim disajnim postupkom procenjuju se razlike između bolesnog i zdravog ispitanika, a često se i otkriva mesto gde je došlo do poremećaja ventilacije pluća.

## Spoljašnje veze
|  | Molimo Vas, obratite pažnju na važno upozorenje u vezi sa temama iz oblasti medicine (zdravlja). |